# Stufe (Geologie)
| Chronostratigraphie | Geochronologie |
| ------------------- | -------------- |
| Äonothem            | Äon            |
| Ärathem             | Ära            |
| System              | Periode        |
| Serie               | Epoche         |
| Stufe               | Alter          |

Die Stufe ist in der Erdgeschichte die unterste Einheit (Grundeinheit) der Chronostratigraphie, die global verwendet wird. Sie hat in der Geochronologie eine Entsprechung in der Einheit Alter, die das entsprechende absolute Zeitintervall darstellt. Die Einheit Stufe (bzw. Alter) umfasst in der Regel Zeiträume von mehreren Hunderttausend Jahren bis mehrere Millionen Jahre, selten mehr als zehn Millionen Jahre.

## Definition
Die Position chronostratigraphischer Einheiten innerhalb einer Hierarchiestufe wird durch eine oben-unten-Beziehung beschrieben. Die Basis einer Stufe wird in einem Global Boundary Stratotype Section and Point (GSSP) durch das globale Erstauftreten oder das Verschwinden einer Tier- oder Pflanzenart aus dem Fossilbericht, und/oder durch den Beginn oder das Ende einer magnetischen Polaritäts-Chronozone, und/oder eines größeren Aussterbeereignisses, und/oder einer Anomalie in der Element- oder Isotopenverteilung und anderen Zeitflächen im Sedimentgestein definiert. Die Obergrenze einer Stufe wird dagegen nicht explizit definiert, sondern ist durch die Basis bzw. der Untergrenze der darauf folgenden Stufe eindeutig festgelegt. Eine Stufe reicht also von ihrem „Fußpunkt“ bis zum „Fußpunkt“ der nächsthöheren Stufe. Völlig außerhalb der Hierarchiestufen der Chronostratigraphie stehen die Chronozonen, die auf verschiedenen stratigraphischen Einheiten (Biostratigraphie, Magnetostratigraphie oder sogar der Lithostratigraphie) basieren können. Die international verwendeten chronostratigraphischen Stufen werden von der International Commission on Stratigraphy (ICS) definiert und ratifiziert (siehe Geologische Zeitskala). Die Stufe in ihrer alten Bedeutung ist eine überholte biostratigraphische Einheit, die durch das Erstauftreten einer fossilen Gattung definiert war. Der Stufe entspricht in der Geochronologie die Einheit „Alter“. Da sich die Grenzen der chronostratigraphischen Stufen durch andere oder neuere Altersbestimmungsmethoden noch ändern können, dürfen die absoluten Altersangaben nur als ungefähr betrachtet werden.

## Gliederung
Die Stufe stellt im hierarchischen System der Chronostratigraphie die niedrigste Ebene dar; sie ist die Grundeinheit. Die nächsthöhere Einheit ist die meist mehrere Stufen umfassende Serie. Eine Stufe kann, muss aber nicht, noch in mehrere Unterstufen unterteilt werden. Die Unterteilung einer Stufe in Unterstufen wurde bisher nur in wenigen Fällen vorgenommen (z. B. bei der Pliensbachium-Stufe des Jura, wo historische Gründe vorlagen).

## Namensgebung
Die Benennung der Stufen soll nach Lokalnamen (z. B. Namen von Dörfern, Städten, Regionen) erfolgen. Im Deutschen Sprachgebrauch werden die Stufennamen durch Hinzufügung der Endung -„ium“ gebildet (im Engl. durch die Endung -„ian“, franz. -„ien“ usw.). Die ältesten Stufennamen stammen bereits aus der ersten Hälfte des 19. Jahrhunderts. In vielen Fällen befinden sich jedoch die GSSP nicht (mehr) in der Umgebung der durch den Eigennamen der Einheit angegebenen, ursprünglichen Typlokalität. Die Gründe dafür können im Fehlen eines geeigneten, für wissenschaftliche Untersuchungen zugänglichen und trotzdem geschützten Profils in der ursprünglichen Typregion liegen. Weitere Gründe sind die Unvollständigkeit des Profils oder Fossilarmut. Der Begriff Stufe wurde in der Vergangenheit z. T. auch für andere Einheiten der Chronostratigraphie bzw. der Stratigraphie allgemein verwendet (z. B. „Lias-Stufe“: Lias = lithostratigraphische Einheit oder „Jura-Stufe“: Jura = System). Einzelne chronostratigraphische Einheiten, die früher im Rang einer Stufe behandelt wurden, sind heute in den hierarchischen Rang einer Serie angehoben worden (z. B. das Wenlock).

## Regionale und historische Stufen
Neben den nun international anerkannten und weltweit korrelierbaren Stufen wurden in der Vergangenheit zahlreiche weitere, von ihrer jeweiligen Definition her chronostratigraphische Stufen definiert. Die Gründe für die Vorschläge waren vielfältig, ebenso die Gründe für die Zurückweisung als international gebräuchliche Stufen bzw. die Rückstufung auf regionale Stufen.

### Historische Stufen
Viele historische Vorschläge für Stufen haben sich im wissenschaftlichen Betrieb aus den verschiedensten Gründen nicht durchsetzen können. Der häufigste Grund war, dass sich bei einer späteren Untersuchung herausstellte, dass die Typprofile unvollständig waren, also Schichtlücken aufwiesen oder keine der häufig benutzten Leitfossilgruppen enthielten. Möglicherweise wurden sie aber häufig in der früheren Literatur verwendet und finden sich unter Umständen auch in älterem, geologischem Kartenmaterial. Die möglichst genaue Korrelierung dieser älteren Stufen mit den heutigen, international anerkannten Stufen ist deshalb immer noch nötig.

### Regionale Stufen
Regionale Stufen wurden häufig eingeführt, weil eine Korrelierung mit den internationalen Stufen nicht oder nur bedingt möglich war. Das war z. B. immer dann der Fall, wenn Leitfossilien, die zur Definition einer internationalen chronostratigraphischen Stufe im GSSP verwendet wurden, in einer bestimmten Region nicht vorkommen. Dies ist beispielsweise in festländischen Ablagerungen grundsätzlich der Fall. Hier wurde eine alternative Stufengliederung entwickelt, die zum Beispiel im Neogen auf Säugetierresten beruht (ELMMZ Neogen = European Land Mammal Mega-Zones). Diese Stufen sind jedoch biostratigraphisch definiert und daher methodisch bedingt sehr schwer mit den internationalen chronostratigraphischen Stufen zu korrelieren. Aber auch politisch-nationale Gründe oder einfach eine bestimmte historische Tradition können die Ursache für die Beibehaltung einer regionalen chronostratigraphisch oder biostratigraphisch definierten Stufe sein. Häufig benutzte und gut definierte regionale Stufen sind die regionalen chronostratigraphischen Stufen im „Tertiär“ der Paratethys und des Norddeutschen Tertiärbeckens.